# Basipetospora vesicarum
Basipetospora vesicarum är en svampart som först beskrevs av Heinrich Friedrich Link, och fick sitt nu gällande namn av Stalpers 1984. Basipetospora vesicarum ingår i släktet Basipetospora och familjen Monascaceae.   Inga underarter finns listade i Catalogue of Life.